# 阿涅丝·瓦尔达
阿涅丝·瓦尔达（法語：Agnès Varda，法語：[aɲɛs vaʁda]，1928年5月30日—2019年3月29日），法国摄影师及导演。出生于比利时伊克塞尔市，為法國新浪潮左岸派代表人物之一。她的電影專注於實現紀錄片現實主義，闡述女性主義議題，以及製作其他具有實驗風格的社會評論，有“新浪潮祖母”之称。2019年3月29日因乳癌於家中過世。

## 生平

### 早期生活
艾麗絲·華妲原名阿莱特·瓦尔达（Arlette Varda），於1928年5月30日於比利時伊克塞爾出生。母親Christiane (婚前原姓 Pasquet)來自法國塞特，父親Eugène Jean Varda則來自安那托利亞的希臘難民家庭，以工程師為業。父母育有五名子女，而她排第三。18歲時，她正式改名為Agnès。第二次世界大戰時，她和家人居於塞特的小船上。艾麗絲·華妲在索邦神學院取得文學及心理學學士，她形容移居巴黎的過程實在痛苦，令她來到這個灰色、冷漠和悲傷的城市時，留下恐懼的回憶。她無法與索邦神學院的同學相處，並認為課程古板無聊，與年青人的需要不符。

### 攝影熱情
華妲原意修讀藝術史，並成為博物館策展人，但結果她決定往法國沃吉哈攝影學校修讀攝影，她亦曾在法國美術學院學習藝術史及攝影 。成為法國新浪潮主力前，她曾是硬照攝影師，於是她一直在攝影及電影形式之間流動，她曾言：「我拍照，或者電影。或者，將電影放到照片去，又或將照片放到電影去。」華妲以攝影開展事業，通過拍攝家庭照和婚禮，很快賺到生活費，但隨之她就想從事創作，探求構圖、形式和意義上的問題。1951年她的友人Jean Vilar創立了國立人民劇院（Théâtre National Populaire），並聘請華妲為官方攝影師。事實上在這份工作以前，她已曾在亞維農節擔任舞台攝影師.，其後1951年至1961年期間，她在國立人民劇院工作，此十年間她的知名度日增，並在歐洲各地從事新聞攝影工作。
她的攝影為她其後的電影帶來不少意念，她憶及拍攝第一套電影短角情事，她當時毫無經驗，亦未曾擔任助手或唸電影學校，她就把她想拍攝的一切都拍照，參考照片以安排鏡頭。而她開始以硬照攝影的經驗拍電影，包括鏡頭角度、拍攝距離、鏡頭及燈光等等。

### 事業中期
她在1958年居於巴黎時邂逅法國演員及導演雅克·德米，翌年開始同居，1962年正式結婚，直到雅克·德米於1990年去世，兩人育有一子Mathieu Demy，而婚前華妲與Antoine Bourseiller有一女Rosalie Varda。2017年，華妲的電影最酷的旅伴由女兒擔任監製。
1971年，她聯署「343蕩婦宣言」，是聯署的343位女性其中一人。宣言由西蒙·波娃撰寫，聯署人承認她們曾經接受墮胎，但是當時法國墮胎為非法行為，她們要求法國政府將墮胎合法化。
華妲曾於1971年出席吉姆·莫里森在巴黎拉雪茲公墓的葬禮，葬禮只有五人參與。
她曾在1983年擔任威尼斯影展的評審，2005年則擔任坎城影展的評審。

## 電影生涯
華妲是現代法國電影舉足輕重的人物，她早在法國新浪潮前已開始拍攝電影，而短角情事包含不少法國新浪潮的重要元素。當她以拍攝硬照為業時，她漸漸對拍攝電影產生興趣。縱然當時華妲對這個媒介所知不多，甚至在二十五歲時，也只看過大約廿部電影。她後來憶及寫作第一份劇本時，「就像第一次寫書的作家，我寫完以後卻自忖，我想拍攝這個劇本，所以我和一些朋友組成合作社，開始拍攝。」她發現拍攝電影並非易事，比起寫作小說自由度較小，然後她以直覺和女性化的方法完成。華坦亦言，在拍攝短角情事時，她想拍攝一套回應時代的電影，而非跟隨傳統標準。

## 獎項與榮譽

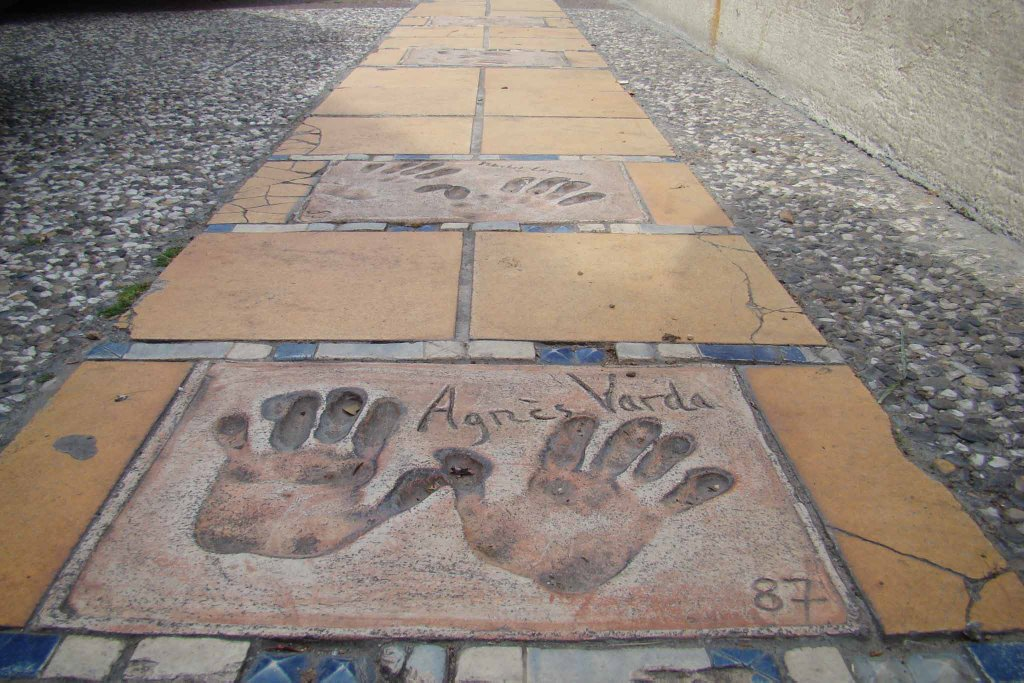
華達在坎城的手印

### 個人榮譽
2002年，華達獲得了法蘭西學術院的雷內·克萊爾獎。
2007年，華達獲頒法國國家功績勳章大軍官勳位。兩年後，尼古拉·薩科吉授予她法國榮譽軍團高等騎士勳位。
2010年5月，華達因其成就而獲得坎城影展平行單元導演雙週金馬車獎。9月，比利時列日大學授予她榮譽博士學位。
由於她對於電影的保存及修復做出了極大貢獻，国际电影资料馆联合会於2013年坎城影展上頒發FIAF獎予她。該年稍早，法蘭索瓦·歐蘭德也將她晉升為法國國家功績勳章大十字勳位。
2014年8月10日，華達受頒盧卡諾影展的榮譽金豹獎，她是繼琪拉·穆拉托娃後，第二位獲得該獎的女性。同年12月獲得由歐洲電影學會所頒發的終生成就獎。
2015年，華達獲得了坎城影展榮譽金棕櫚獎，該獎是頒發給其電影作品有重大影響力，但從未獲得金棕櫚獎的導演，她是第一位獲得該獎項的女性。
2017年4月16日，華達被晉升為法國榮譽軍團大軍官勳位。同年11月11日，她因對於電影界的貢獻而獲頒奧斯卡榮譽獎，也是首位獲得該獎項的女導演。
2019年，華達逝世之後，坎城影展以她在拍攝《短角情事》時的照片作為主視覺，向她致敬。
2023年12月13日，華達被谷歌塗鴉選為版面人物。

### 作品獎項
2018年，憑藉著《最酷的旅伴》，華達獲得奧斯卡最佳紀錄片獎的提名，成為該屆最年長的提名者（比以《以你的名字呼喚我》獲得提名的詹姆士·艾佛利大8天）。
2019年，英國廣播公司邀請來自84個國家共368位的電影專家共同票選出百大女導演電影榜單。華達為榜單中最多作品的導演，共有六部上榜。分別為《沙灘上的安妮》、《一個唱，一個不唱》、《艾格妮撿風景》、《幸福》、《無法無家》，以及榜單第2名《五點到七點的克萊歐》。

## 主要作品

### 劇情片
| 年份 | 中文片名           | 原文片名                              | 備註 |
| ---- | ------------------ | ------------------------------------- | ---- |
| 1954 | 短角情事           | La Pointe Courte                      |      |
| 1961 | 五點到七點的克萊歐 | Cléo de 5 à 7                         |      |
| 1965 | 幸福               | Le bonheur                            |      |
| 1966 | -                  | Les créatures                         |      |
| 1969 | 獅子、愛、謊言     | Lions Love(... and Lies)              |      |
| 1977 | 一個唱，一個不唱   | L'une chante, l'autre pas             |      |
| 1981 | 紀錄說謊家         | Documenteur                           |      |
| 1985 | 無法無家           | Sans toit ni loi                      |      |
| 1987 | 功夫大師           | Kung-fu master!                       |      |
| 1988 | 千面珍寶金         | Jane B. par Agnès V.                  |      |
| 1991 | 南特傑克           | Jacquot de Nantes                     |      |
| 1995 | 101夜              | Les cent et une nuits de Simon Cinéma |      |

### 纪录片
| 年份 | 中文片名             | 原文片名                                      | 備註     |
| ---- | -------------------- | --------------------------------------------- | -------- |
| 1967 | 遠離越南             | Loin du Vietnam                               | 導演之一 |
| 1976 | 達格雷街風景         | Daguerréotypes                                |          |
| 1981 | 牆的呢喃             | Mur murs                                      |          |
| 1993 |         | Les demoiselles ont eu 25 ans                 |          |
| 1995 | 德米吾愛             | L'univers de Jacques Demy                     |          |
| 2000 | 艾格妮撿風景         | Les glaneurs et la glaneuse                   |          |
| 2002 | 艾格妮撿風景：兩年後 | Les glaneurs et la glaneuse... deux ans après |          |
| 2004 | 電影．娃達．照片     | Cinévardaphoto                                |          |
| 2006 | 寡婦                 | Quelques veuves de Noirmoutier                |          |
| 2008 | 沙灘上的安妮         | Les plages d'Agnès                            |          |
| 2017 | 最酷的旅伴           | Visages villages                              |          |
| 2019 | 安妮華達 最後一堂課  | Varda par Agnès                               |          |

### 短片
| 年份 | 中文片名                       | 原文片名                                     | 備註                       |
| ---- | ------------------------------ | -------------------------------------------- | -------------------------- |
| 1958 | 幕府歌劇                       | L'opéra-mouffe                               |                            |
| 1958 | 季節與城堡                     | O saisons, ô châteaux                        | 紀錄短片                   |
| 1958 | -                              | La Cocotte d'Azur                            | 紀錄短片                   |
| 1958 | 走近藍色海岸                   | Du côté de la côte                           | 紀錄短片                   |
| 1961 | 麥當勞橋上的未婚妻             | Les Fiancés du pont Mac Donald               | 五點到七點的克萊歐劇中短片 |
| 1964 | 向古巴人致意                   | Salut les Cubains!                           |                            |
| 1966 | -                              | Elsa la rose                                 | 紀錄短片                   |
| 1967 | 揚科叔叔                       | Oncle Yanco                                  |                            |
| 1968 | 1968黑豹黨                     | Black Panthers                               | 紀錄短片                   |
| 1975 | 女人之聲：我們的身體，我們的性 | Réponse de femmes: Notre corps, notre sexe   | 紀錄短片                   |
| 1976 | 愛的愉悅在伊朗                 | Plaisir d'amour en Iran                      |                            |
| 1982 | 尤里西斯                       | Ulysse                                       |                            |
| 1984 | 家屋風景                       | 7p., cuis., s. de b., ... à saisir           |                            |
| 1984 | 女雕像物語                     | Les dites cariatides                         | 紀錄短片                   |
| 1985 | -                              | Histoire d'une vieille dame                  | 紀錄短片                   |
| 1986 | 你知道，你的樓梯很漂亮         | T'as de beaux escaliers tu sais              |                            |
| 2000 | -                              | Short 4: Seduction                           | 導演之一                   |
| 2002 | -                              | Hommage à Zgougou                            | 紀錄短片                   |
| 2003 | 飛逝的獅子                     | Le lion volatil                              |                            |
| 2004 | 依蝶莎的熊                     | Ydessa, les ours et etc.                     | 紀錄短片                   |
| 2004 | -                              | Viennale Walzer                              | 紀錄短片                   |
| 2005 | -                              | Les dites cariatides bis                     | 紀錄短片                   |
| 2005 | -                              | Cléo from 5 to 7: Remembrances and Anecdotes | 紀錄短片                   |
| 2011 | 在克里斯·馬克的工作室          | Dans l'atelier de Chris                      | 紀錄短片                   |
| 2015 | 三顆鈕扣                       | Les 3 boutons                                |                            |

### 電視作品
| 年份 | 中文片名                  | 原文片名                  | 備註       |
| ---- | ------------------------- | ------------------------- | ---------- |
| 1970 | -                         | Nausicaa                  | 電視電影   |
| 1983 | -                         | Une minute pour une image | 電視紀錄片 |
| 2011 | 阿涅丝·瓦爾達在這裡和那裡 | Agnès de ci de là Varda   | 電視紀錄片 |